# Gustav Simon (Gauleiter)

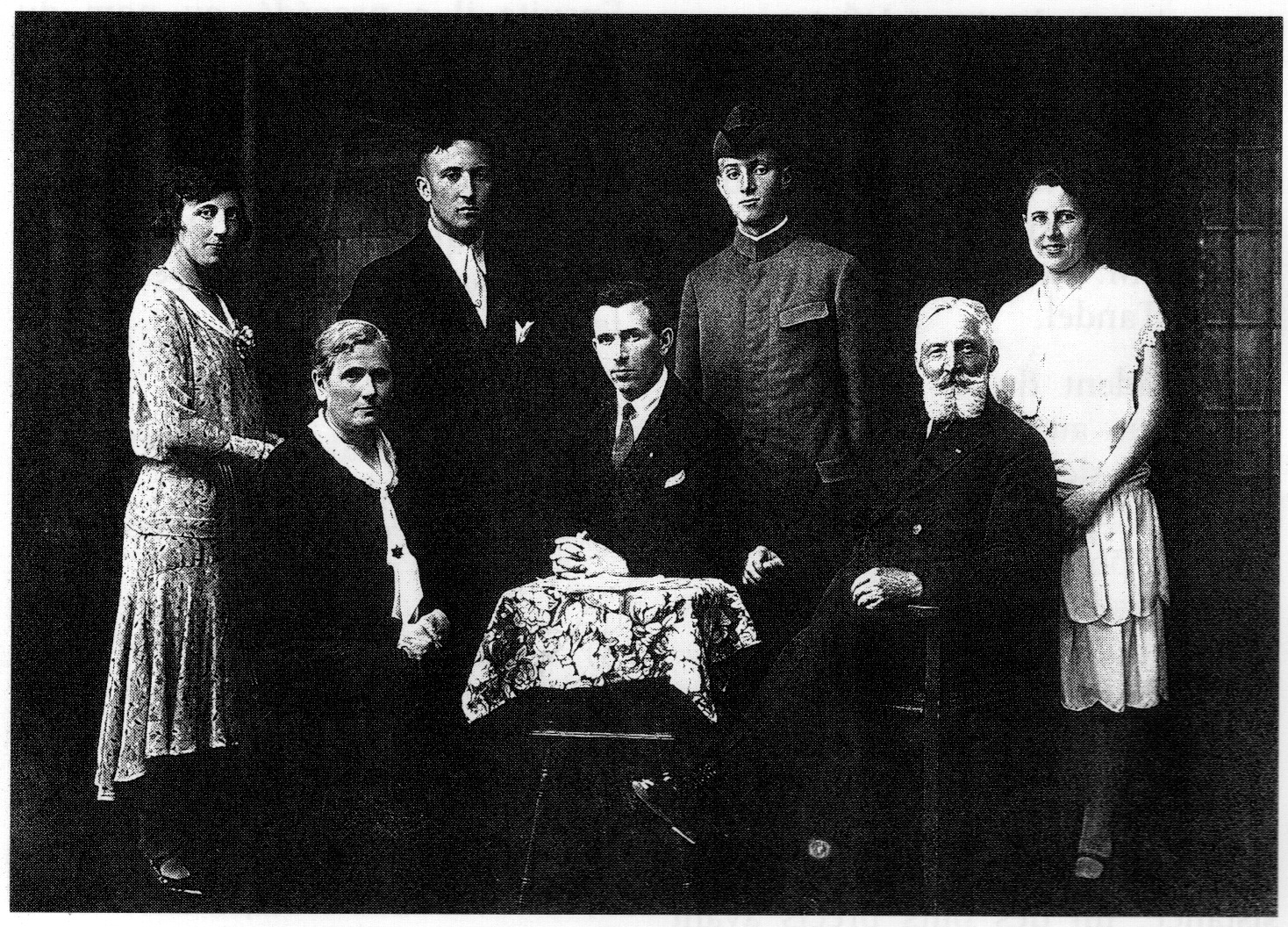
Al centre Gustav Simon el 1933 envoltat per familiars

Gustav Simon, (Saarbrücken, 2 d'agost de 1900 - Paderborn, 18 de desembre de 1945), va ser el Gauleiter de Moselland des de 1940 a 1944 i al mateix temps el cap de l'administració civil del Gran Ducat de Luxemburg, durant els quatre anys de l'ocupació alemanya del país durant la Segona Guerra Mundial.

## Orígens
Els pares de Gustav Simon provenien de famílies de petits agricultors a l'Hunsrück. El seu pare era ferroviari. Després de l'escola primària a Saarbrücken, va aconseguir el seu diploma a Merzig. Tot seguit, va decidir passar l'educació secundària, amb la finançament dels seus estudis, treballant per a la societat dels ferrocarrils i la duana.
Després de la seva graduació, va estudiar economia a la Johann Wolfgang Goethe University de Frankfurt del Main, per començar com a professor el 1927 a Völklingen. Un any més tard, va deixar de treballar en l'ensenyament i es va dedicar a temps complet per al Partit Nacional Socialista dels Treballadors Alemanys (NSDAP).

## Carrera a NSDAP
El 1923, Simon ja formava part de la comissió d'un grup d'extrema dreta a Frankfurt. El 14 d'agost de 1925 es va convertir en membre del NSDAP. El 1926, va fundar el capítol local Ortsgruppe del NSDAP a Hermeskeil. Més tard, va fundar el cercle Socialista Nacional d'estudiants de la Universitat de Frankfurt. L'any 1927 va ser escollit primer president de la representació estudiantina nacional socialista a la Universitat de Frankfurt.
A partir de 1929, escala ràpidament en la jerarquia del partit. El 1930 va ser elegit diputat del districte de Koblenz-Trier al parlament (Reichstag) a Berlín. L'1 de juny de 1931 fou nomenat Gauleiter de l'acabada de crear Gau Koblenz-Trier.

## Funcions a Luxemburg

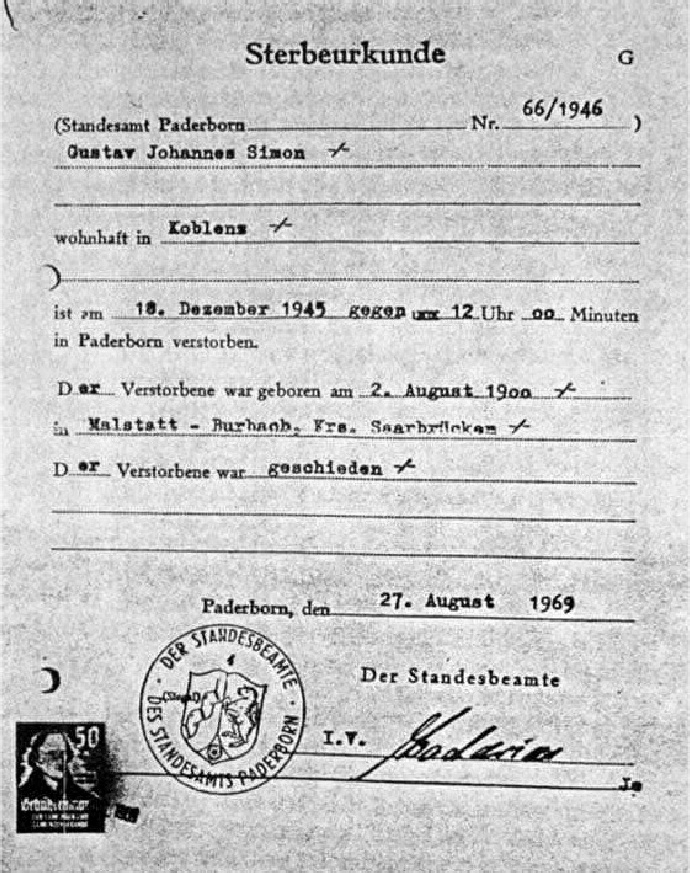
Còpia del certificat de defunció

Després de la invasió alemanya del 10 de maig de 1940, El Gran Ducat de Luxemburg cau en mans del general Alexander von Falkenhausen, el governador militar de Bèlgica i el Nord-Pas de Calais. Gustav Simon recolza l'administració civil de Luxemburg des del 25 de juliol de 1940. La tinença militar expira el 2 d'agost 1940, quan Simon va ser nomenat cap de l'administració civil, per un decret del Führer. S'informa al president de districte (Regierungspräsident) de Trèveris, Heinrich Siekmeier. La seva funció és administrar el Gran Ducat a fi que sigui una part integral de la "Gran Reich" alemany.
Per decret del 10 de desembre de 1945 de l'exèrcit britànic, va ser empresonat a Paderborn. Allà es va penjar el 18 de desembre de 1945, el que va impedir la seva extradició a Luxemburg, on l'esperava un judici per crims de guerra. El seu cos va ser traslladat a Luxemburg per a la confirmació de la identitat. Aquest transport es va utilitzar com a pretext per formar un rumor al qual estava suposadament viu al començament del seu trasllat, i que hauria mort en el camí, dintre del territori de Luxemburg, en circumstàncies poc clares. Cap document confirma aquesta tesi.